# Trogbauwerk

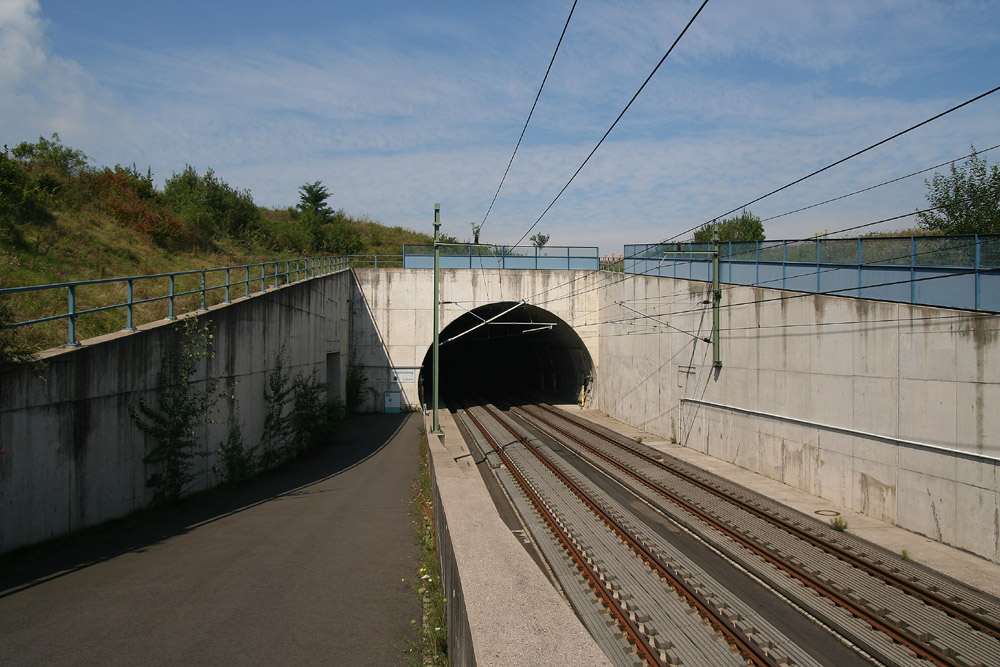
Portal des Aegidienbergtunnels mit vorgelagertem Trogbauwerk

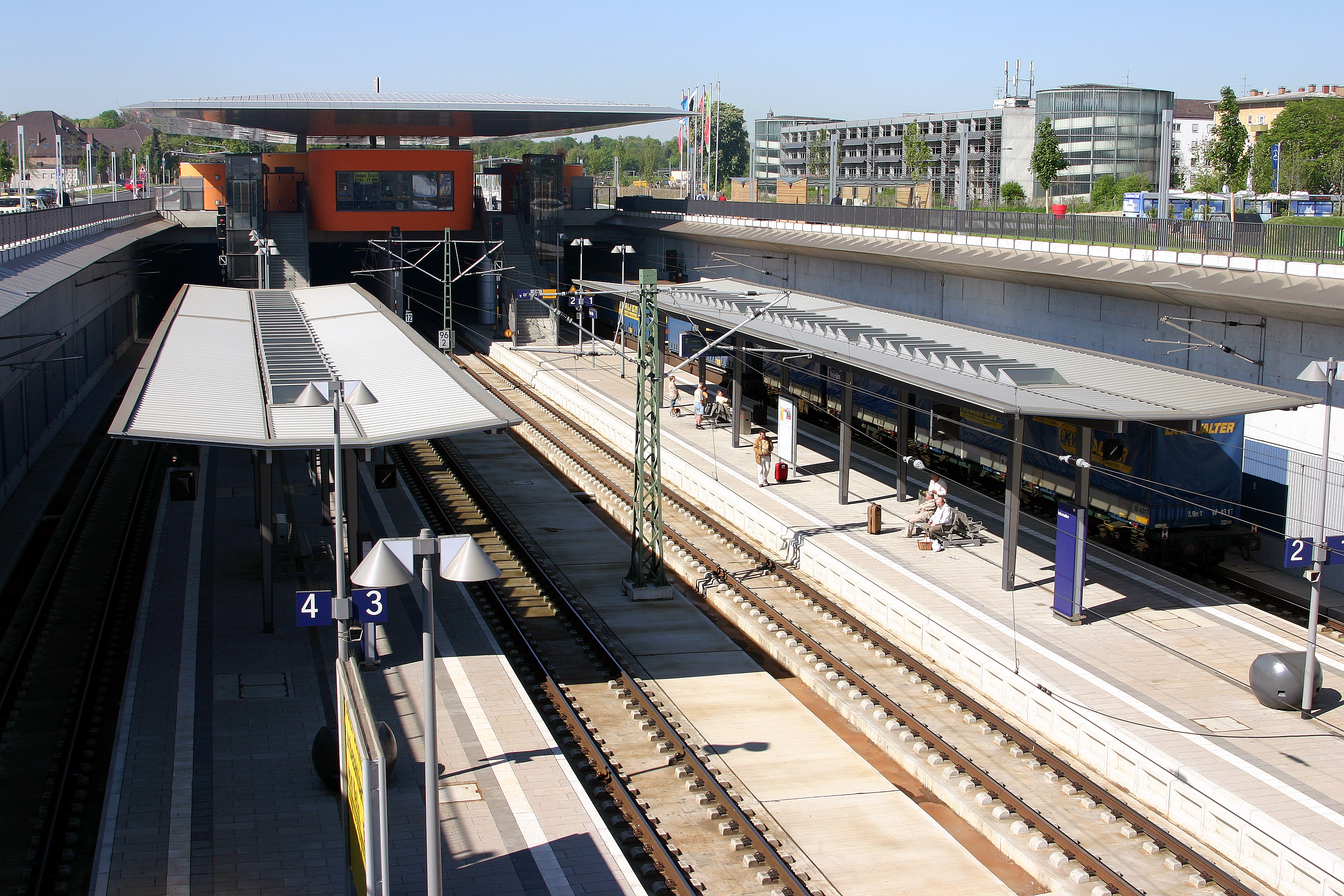
Der Bahnhof Neu-Ulm wurde als Trogbauwerk errichtet

Ein Trogbauwerk ist ein Ingenieurbauwerk im Verkehrswegebau, besteht aus seitlichen Stützwänden und einer geschlossenen Sohle. Die Sohle ist dabei in der Regel als Rampe ausgebildet, auf welcher der Verkehrsweg geführt wird. Es dient beispielsweise als Einfahrt in einen Tunnel oder eine Unterführung.
Ein solches Trogbauwerk muss, wenn es sich im Grundwasser befindet, wasserdicht ausgebildet sein, beispielsweise mit wasserundurchlässigem Beton. In einem solchen Fall ist das Trogbauwerk gegen Auftrieb (aufschwimmen) zu sichern. Dies kann durch das Eigengewicht des Bauwerks und/oder durch eine Verankerung im Untergrund geschehen. Zur Verankerung im Untergrund kommen Ramm- oder Bohrpfähle aus Stahlbeton oder Stahl zum Einsatz.